# Geografia d'Alemanya
La República Federal d'Alemanya (RFA; en alemany, Bundesrepublík Deutschland) és un país d'Europa central que forma part de la Unió Europea (UE). Limita al nord amb el Mar del Nord, Dinamarca i el Mar Bàltic; a l'est amb Polònia i la República Txeca; al sud amb Àustria i Suïssa, i a l'oest amb França, Luxemburg, Bèlgica i Països Baixos. Alemanya conté una vasta diversitat de paisatges. Muntanyes, boscos, turons, planes, llacs, rius i costes formen aquest gran país. Destaquen les ciutats d'Augsburg, Berlín, Bonn, Colònia, Düsseldorf, Frankfurt del Main, Hamburg, Heidelberg, Múnic i Stuttgart.

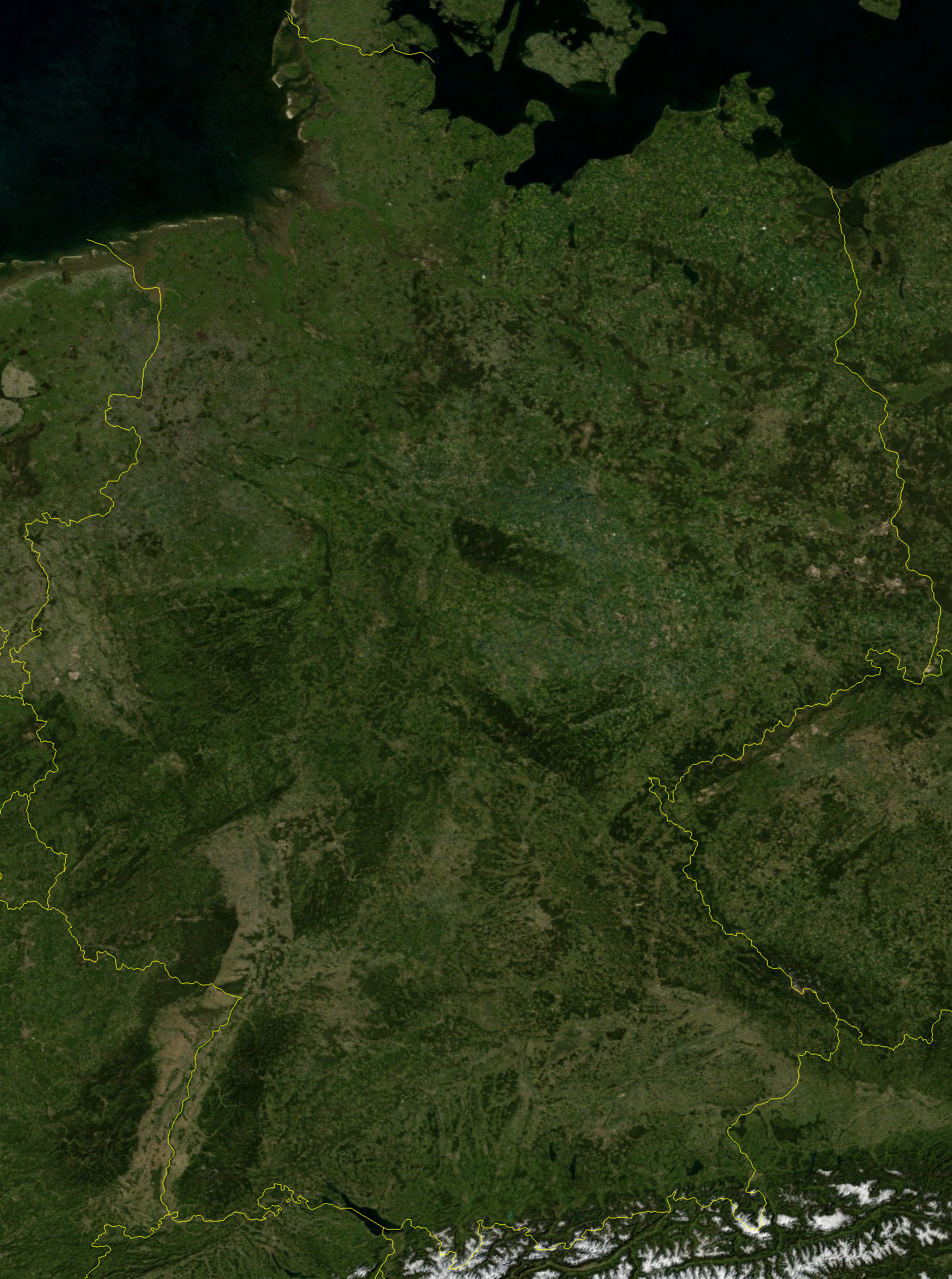
Fotografia de satèl·lit d'Alemanya

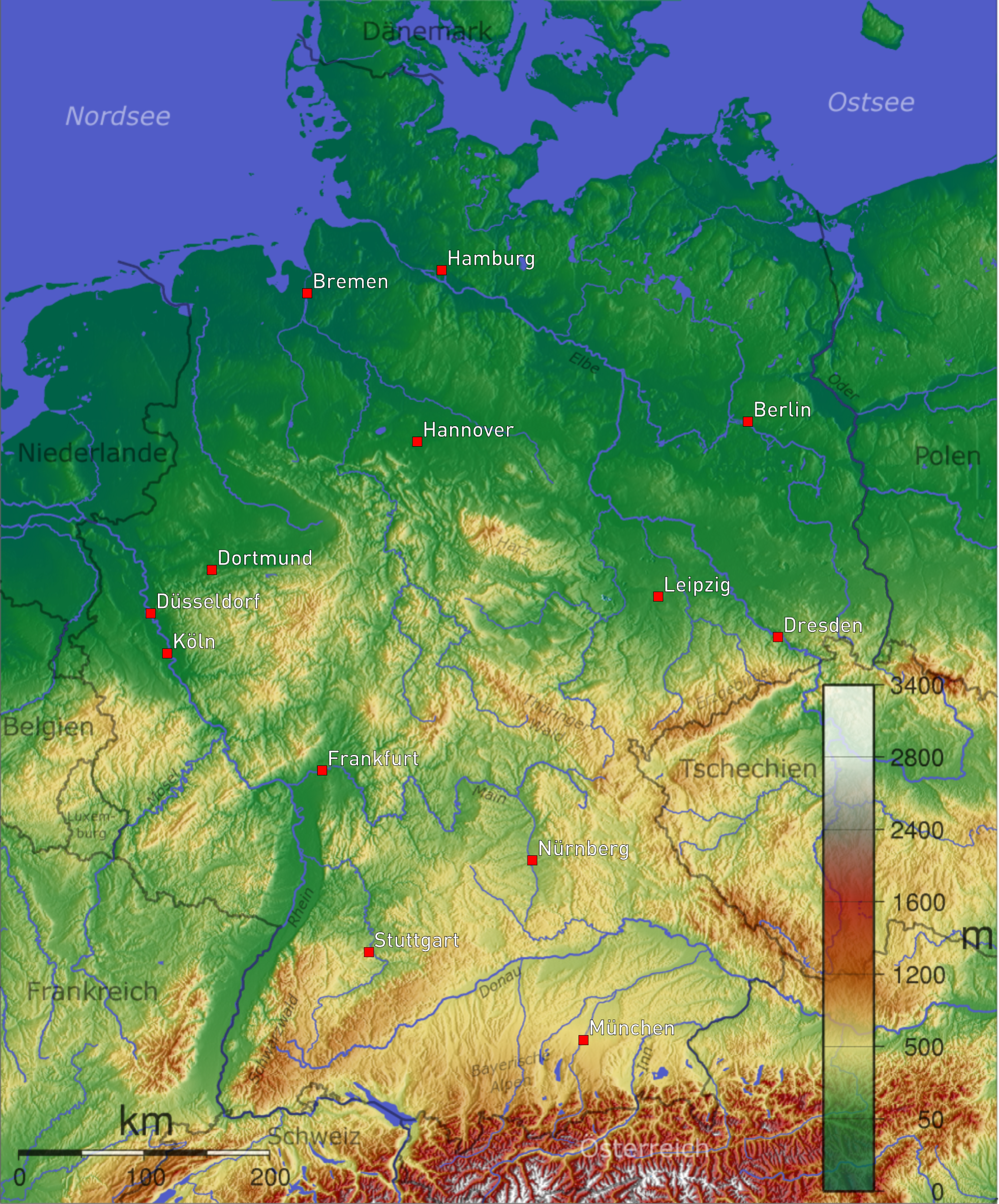
Topografia

## Regions fisiogràfiques
Alemanya consta de tres grans regions fisiogràfiques: una plana de terres baixes al nord, una àrea d'altiplans en el centre i una regió muntanyosa al sud. Les terres baixes, que conformen la plana d'Alemanya del nord, tenen un relleu variat que engloba diverses valls fluvials i un gran terreny poblat de brucs.
El punt més baix és la línia costanera, que comprèn àrees de dunes i maresmes. Davant la costa hi ha diverses illes, entre les quals es troben les Frisones del Nord, les illes Frisones orientals i l'Illa de Rügen, al mar Bàltic. L'extrem oriental de la plana té un sòl molt ric per a l'agricultura.
La regió dels altiplans centrals, els límits aproximats del qual estan entre la ciutat de Hannover al nord i el riu Main al sud, inclou un territori compost de suaus muntanyes, valls fluvials, rius i conques ben definides.
Les cadenes muntanyoses inclouen a l'oest les serralades Eifel i Hunsrück, dins del massís esquistós Renà, en el centre les muntanyes Taunus i Spessart, i a l'est la cadena de Fichtelgebirge. Dues eminències de les muntanyes Jura i un gran bosc, la Selva Negra, ocupen gran part del sud-oest d'Alemanya. En l'extrem sud són els Alps Bavaresos, amb el cim més alt d'Alemanya, el Zugspitze (2.962 m).

## Rius i llacs
La majoria dels grans rius alemanys són a la zona occidental del territori. El més important és el Rin, que funciona també com a frontera natural amb Suïssa i França abans de desembocar a la costa dels Països Baixos. Entre els afluents del Rin hi ha el Lahn, el Lippe, el Main, el Mosela, el Neckar i el Ruhr. Altres rius importants són l'Elba, que discorre des de la frontera txeca al sud-est fins al mar del Nord, i el Danubi que, amb els seus afluents el Lech, l'Isar i l'Inn, travessa el sud del territori alemany (Baviera) abans d'entrar en Àustria. L'Oder, junt amb el seu afluent, el Neisse, formen la major part de la frontera oriental d'Alemanya amb Polònia.
El Llac de Müritz és el més gran del país. Un altre llac destacat és el llac de Constança (Bodensee), que confina també amb Àustria i Suïssa.

## Flora i fauna
Al voltant d'un 30% del territori està format per boscos, la majoria dels quals es troben en la meitat sud del país. Prop de dos terços d'aquests boscos es componen de pins i altres coníferes, i la resta la formen espècies de fulla caduca, com faig, bedoll, roure i noguera. Les vinyes cobreixen molts dels pendents del sud-oest del país i també s'estenen al llarg dels rius Rin, Mosel·la i Meno. Els horts són un element destacat a l'oest d'Alemanya. La flora és d'una gran varietat i vistositat.
El bioma dominant a Alemanya és el bosc temperat de frondoses, encara que al sud, als Alps, és present el bosc temperat de coníferes. WWF, divideix el territori d'Alemanya entre cinc ecoregions:
- Bosc mixt atlàntic, al nord-oest
- Bosc mixt bàltic, al nord-est
- Bosc mixt d'Europa Central, a l'est
- Bosc de frondoses d'Europa occidental, en el centre i sud
- Bosc dels Alps, en l'extrem sud, a la frontera amb Àustria

Alemanya té una fauna poc variada. Els mamífers més comuns són cérvol, senglar, mostela, teixó, llop i guillot. Entre els pocs rèptils hi ha una serp verinosa, l'escurçó europeu. Pinsans, ànecs i altres aus migratòries creuen el país en grans bandades. A les aigües costaneres del mar del Nord i del mar Bàltic, s'hi troben peixos com l'areng, bacallà i solla, mentre que als rius hi ha carpes, peixos gat i truites comunes.

## Punts extrems
Aquesta és una llista dels punts extrems d'Alemanya, és a dir, els punts que es troben més el nord, sud, est o oest que qualsevol altre lloc:
- Punt més al nord — List Sylt, Slesvig-Holstein (55°03N, 8°24E)
- Punt més al sud — Biberkopf, Oberstdorf Baviera (51°1N, 5°53E)
- Punt més a l'oest — Millen Renània del Nord-Westfàlia (51°1N, 5°53E)
- Punt més a l'est — Deschka Saxònia (51°16N, 15°2E)